# La cocina
La cocina és una pel·lícula de comèdia dramàtica del 2024 escrita i dirigida per Alonso Ruizpalacios. La pel·lícula desenvolupa el tema i l'estil del primer curtmetratge de Ruizpalacios Café Paraíso (2008) i es basa en l'obra teatral de 1957 The Kitchen d'Arnold Wesker, que ja va ser adaptada al cinema el 1961. Tanmateix, mentre que a l'obra de teatre i a la pel·lícula britànica el personal de cuina eren immigrants de l'Europa continental, en la pel·lícula de 2024 són majoritàriament llatinoamericans i també alguns àrabs. La pel·lícula és protagonitzada per Raúl Briones, Rooney Mara, Soundos Mosbah, Anna Diaz, Motell Foster, Oded Fehr, Eduardo Olmos i Spenser Granese. S'ha subtitulat al català.
El rodatge principal va tenir lloc a la Ciutat de Mèxic. El film es va estrenar al 74è Festival Internacional de Cinema de Berlín el 16 de febrer de 2024 i va arribar als cinemes dels Estats Units el 25 d'octubre del mateix any.
La pel·lícula va ser seleccionada a competició al 74è Festival Internacional de Cinema de Berlín, per la qual cosa va ser nominada per competir pel premi Os d'Or.